# Zellersko jezero
Zellersko jezero (njem. Zeller See) malo je alpsko jezero na zapadu Austrije u 
Saveznoj državi Salzburg, na čijim obalama leži Zell am See.

## Karakteristike
Zellersko jezero je protočno jezero iz kog istječu vode u rijeku Salzach. Ono leži na nadmorskoj visini od 750 metra.
Jezero je 3.8 km dugo, 1.5 km široko a na njegovim zapadnim obalama leži grad Zell am See.

## Vanjske poveznice
- Der Zeller See (njem.)